# Xã Twin Lakes, Quận Mahnomen, Minnesota
Xã Twin Lakes (tiếng Anh: Twin Lakes Township) là một xã thuộc quận Mahnomen, tiểu bang Minnesota, Hoa Kỳ. Năm 2010, dân số của xã này là 818 người.